# Castellino del Biferno
Castellino del Biferno là một đô thị ở tỉnh Campobasso trong vùng Molise thuộc nước Ý, có vị trí cách khoảng 15 km về phía đông bắc của Campobasso. Tại thời điểm ngày 31 tháng 12 năm 2004, đô thị này có dân số 660 người và diện tích là 15,4 km².
Castellino del Biferno giáp các đô thị: Campolieto, Lucito, Matrice, Morrone del Sannio, Petrella Tifernina.